# Jean-Luc du Plessis
Jean-Luc du Plessis (geboren am 7. Mai 1994 in Kapstadt) ist ein südafrikanischer Rugby-Union-Spieler, der für die Stormers in der United Rugby Championship und für Western Province im Currie Cup und in der Rugby Challenge spielt. Seine reguläre Position ist Verbindungshalb (Fly-Half).

## Karriere

### Jugend
Er spielte für Western Province in der Jugend und nahm 2007 am U-13-Craven-Week-Wettbewerb und 2012 am U-18-Craven-Week-Wettbewerb teil. Obwohl ihm ein Platz im Western Province Rugby Institute angeboten wurde und er einen Vertrag mit Western Province erhielt, wechselte er Ende 2012 stattdessen nach Durban zur Sharks Academy.
Du Plessis war der dritthöchste Punktesammler in der U19-Provinzmeisterschaft 2013 in der Division A für die Sharks, wobei er in elf Einsätzen 116 Punkte erzielte.
Im April 2014 wurde Du Plessis in den südafrikanischen U20-Kader für die IRB-Junioren-Weltmeisterschaft 2014 berufen.

### Sharks
Du Plessis gab sein Debüt für die Sharks XV während des Vodacom Cups 2014. Beim 40:3-Sieg gegen die kenianische Mannschaft Simba XV im City Park Stadium in Athlone wurde er eingewechselt. Innerhalb von fünf Minuten nach seiner Einwechslung erzielte Du Plessis einen Versuch und verwandelte die anschließende Conversion. Seine erste Partie bestritt er im darauffolgenden Spiel, einer 27:11-Niederlage gegen die Eastern Province Kings in Durban, bei der Du Plessis zwei Straftritte verwandelte.

### Western Province
Im Jahr 2015 kehrte er nach Kapstadt zu Western Province für den Vodacom Cup 2015 zurück.

## Privatleben
Du Plessis ist der Sohn des ehemaligen Springboks-Spieler und Cheftrainers Carel du Plessis. Zwei seiner Onkel, Michael du Plessis und Willie du Plessis, sind ehemalige Springboks. Sein Cousin Daniël du Plessis ist ebenfalls Rugbyspieler und vertrat 2015 die südafrikanische U20-Nationalmannschaft. Er besuchte die Kenridge Primary School und die Paarl Boys’ High School.